# Giuseppe Motta

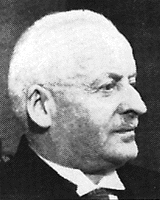
Giuseppe Motta

Giuseppe Motta (ur. 29 grudnia 1871, zm. 23 stycznia 1940) – szwajcarski polityk, członek Rady Związkowej od 14 grudnia 1911 do śmierci. Kierował następującymi departamentami: 
- Departament Finansów (1912-1919)
- Departament Polityczny (1920-1940)[2]

Był członkiem CVP.
Pełnił także funkcje wiceprezydenta (1914, 1919, 1926, 1931, 1936) i prezydenta (1915, 1920, 1927, 1932, 1937) Konfederacji.